# 無声歯鼻音
無声歯鼻音（むせい し びおん、英: Voiceless dental nasal）とは無声の子音の一つで、国際音声記号は[n̪̊]と書く。

## 特徴
- 気流の起し手 - 肺臓気流機関によって生じる呼気。
- 発声 - 声帯の振動を伴わない無声音。
- 調音
  - 調音位置 - 舌尖と歯による歯音。
  - 調音方法
    - 口腔内の気流 - 舌の中央の隙間を気流が通る中線音。
    - 調音器官の接近度 - 完全な閉鎖とその開放による閉鎖音。
    - 口蓋帆の位置 - 口蓋帆を下げて鼻腔へも呼気を送った鼻音。